# Justin Berfield
Justin Berfield (Los Angeles, 1986. február 25. –) amerikai színész, író, producer.

## Élete és pályafutása
Először ötévesen, egy amerikai kávéreklámban tűnt fel. Legismertebb televíziós szerepe Reese a Már megint Malcolm című szituációs komédiában.

## Filmográfia

### Film
| Év   | Magyar cím                 | Eredeti cím                 | Szerep       | Megjegyzések                    |
| ---- | -------------------------- | --------------------------- | ------------ | ------------------------------- |
| 1998 | Ebadta gorilla             | Mom, Can I Keep Her?        | Timmy Blair  | magyar hangja: Stukovszky Tamás |
| 1999 | Láthatatlan mama 2.        | Invisible Mom 2             | Eddie Brown  |                                 |
| 1999 | Reszkessetek, emberrablók! | The Boy with the X-Ray Eyes | Andy         |                                 |
| 2001 | Kiskrapek visszavág        | Max Keeble's Big Move       | feliratozó   |                                 |
| 2002 | Apámra ütök                | Who's Your Daddy?           | Danny Hughes | magyar hangja: Szalay Csongor   |
| 2006 | Románc és cigaretta        | Romance and Cigarettes      | nem szerepel | filmproducer                    |
| 2007 | Szédítően szőke            | Blonde Ambition             | nem szerepel | filmproducer                    |

### Televízió
| Év        | Magyar cím            | Eredeti cím                   | Szerep                       | Megjegyzések                       |
| --------- | --------------------- | ----------------------------- | ---------------------------- | ---------------------------------- |
| 1994      |                       | The Good Life                 | Bob Bowman                   | 13 epizód                          |
| 1994      |                       | Hardball                      | srác                         | 2 epizód                           |
| 1994      |                       | The Boys Are Back             | Timmy Flint                  | 4 epizód                           |
| 1996      |                       | Duckman                       | Jimmy (hangja)               | 1 epizód                           |
| 1995–1999 |                       | Unhappily Ever After          | Ross Malloy                  | főszereplő (100 epizód)            |
| 2000–2006 | Már megint Malcolm    | Malcolm in the Middle         | Reese Wilkerson              | főszereplő (151 epizód)            |
| 2001      |                       | The Nightmare Room            | Josh Ryan                    | 1 epizód                           |
| 2002–2004 | Kim Possible          | Kim Possible                  | Gill (hangja)                | 2 epizód                           |
| 2004      | Tündéri keresztszülők | The Fairly OddParents         | Ving (hangja)                | 1 epizód                           |
| 2005      |                       | Filthy Rich: Cattle Drive     | nem szerepel                 | alkotó és vezető producer 8 epizód |
| 2007      | The Pet Detective     | nem szerepel                  | tévéfilm rendező és producer |                                    |
| 2010      | Pótfater              | Sons of Tucson                | Barry                        | 1 epizód vezető producer           |
| 2012      |                       | Virgin Produced: Comedy Vault | nem szerepel                 | tévéfilm producer                  |

## Fordítás
- Ez a szócikk részben vagy egészben  a   Justin Berfield című angol Wikipédia-szócikk ezen változatának fordításán alapul.  Az eredeti cikk szerkesztőit annak laptörténete sorolja fel. Ez a jelzés csupán a megfogalmazás eredetét és a szerzői jogokat jelzi, nem szolgál a cikkben szereplő információk forrásmegjelöléseként.